# Affaire Suzanne Viguier
L'affaire Suzanne Viguier est celle de la disparition, le 27 février 2000, de Suzanne Blanch, épouse de Jacques Viguier. À la suite des déclarations d'Olivier Durandet qui s'est présenté comme l'amant de Suzanne, des soupçons ont conduit la police à mettre en cause son mari, Jacques. Un premier procès, en avril 2009, a abouti à l'acquittement de Jacques Viguier, confirmé en appel en mars 2010.

## Historique
Suzanne Blanch, née le 27 novembre 1961 à Aurillac, et Jacques Viguier, né le 16 octobre 1957 à Toulouse, se sont mariés le 20 août 1988. Jacques est professeur de droit à l'université Toulouse-I-Capitole. Suzanne, après avoir été son élève, devient professeur de danse. Elle règle des chorégraphies et monte des spectacles dans un cabaret transformiste de Toulouse. Vivant dans un pavillon toulousain, dans le quartier de l’Ormeau, ils ont trois enfants, Clémence, 11 ans à l'époque des faits, et ses frères jumeaux, Guillaume et Nicolas, 8 ans. Le couple fait chambre à part depuis 1995 lorsque Suzanne découvre que son mari commet de nombreuses infidélités avec ses étudiantes. Bien qu'elle soit supposée avoir été victime de violences conjugales, Suzanne ne divorce pas afin de conserver une cellule familiale pour ses enfants[réf. nécessaire].
En juillet 1998, elle fait la connaissance d'Olivier Durandet, 31 ans, vendeur de matériaux de construction. Selon les déclarations de ce commercial, ils deviennent amants. Fin février 2000, Suzanne décide de divorcer. Jacques Viguier affirme n'avoir découvert que « le 10 mars 2000, en garde à vue » la nature de la relation entre Suzanne et Olivier, ce que confirme Olivier : « Il sait que je suis le confident de Suzy, pas que je suis son amant. » Jacques Viguier précise : « Olivier était avenant, il faisait des plaisanteries, essayait d'être ami avec toute la famille », il lui aurait même confié à quelques occasions la garde de ses enfants. Le père de Jacques Viguier dresse de celui qui se revendique amant de Suzanne un portrait de profiteur, de parasite et de pique-assiette. Il a pour lui le qualificatif d'« écornifleur » et observe que « sous ses airs patelins de bon gros Raminagrobis, il a influencé les témoins et les policiers ». 
- Dimanche 27 février 2000 : Olivier Durandet déclare avoir vu pour la dernière fois Suzanne ce jour-là, à 4 h 30 du matin, de retour d'un concours de tarot.
- Matinée avant 10 heures : Jacques aurait vu son épouse étendue sur le clic-clac de la chambre d'ami, sans cependant avoir vérifié si c'était elle ou leur fille[2],[10].
  - 10 heures : le père de Jacques vient chercher les trois enfants, la famille Viguier devant déjeuner chez les grands-parents[2].
  - 10 h 45 : Jacques appelle ses parents pour annoncer un éventuel retard. Il s'agit d'un point particulièrement important puisque ce repère chronologique va compter dans cette affaire[2] et être au cœur des débats. Jacques les rejoint finalement comme prévu et reste avec eux toute la journée[11].
  - 13 h 45 : c'est l'heure à laquelle le réveil de Suzanne est calé pour sonner. Olivier affirme que c'est l'heure à laquelle Suzanne devait l'appeler, c'est pourquoi elle aurait mis le réveil.
  - Le dimanche soir, Jacques rentre chez lui avec ses enfants et déclarera avoir trouvé la porte fermée à clé. Il ne s'inquiète pas de l'absence de sa femme[11].
  - Lundi 28 février, Durandet et Viguier font une inspection de la maison, constatent que les lunettes de Suzanne sont là avec son collyre pour les lentilles. Les lentilles ne sont cependant pas présentes. La robe et les bijoux qu'elle portait pour jouer au tarot sont à l'intérieur[11]. L'alarme du réveil est calée sur 13 h 45.
- Mardi 29 février : tandis que Jacques est parti rejoindre[12] ses enfants en vacances, Séverine Lacoste, une baby-sitter, se rend au domicile des Viguier. Olivier Durandet en profite pour s'introduire dans la maison[13]. Cette information est cachée et ne sera révélée que lors du procès en appel (voir plus loin section subornation de témoin), la baby-sitter n'ayant pas mentionné cet épisode auparavant.
- 1er mars 2000 : Jacques signale la disparition au commissariat de l’Ormeau de Toulouse, quelques heures avant qu'Olivier Durandet ne vienne faire la même chose.
- 8 mars 2000 : Jacques dépose plainte contre X au commissariat central de Toulouse pour « enlèvement et séquestration ».
  - 14 h 30, Jacques rentre chez lui. Il aurait dû partir au Viêt Nam pour raisons professionnelles. Il se retrouve seul. Il lave les draps et va jeter le matelas, de type clic-clac, sur lequel son épouse dormait habituellement, à la décharge du quartier. Plus tard, il aura plusieurs versions sur sa motivation à jeter le matelas. Lorsque la police ira chercher l'objet à la déchèterie, il reconnaîtra un matelas qui ne sera pas le bon. Le matelas concerné aurait brûlé dans un incendie. Pour l'accusation, le matelas est « essentiel dans le tournant du procès »[14].
- 10 mars 2000 : Jacques Viguier est convoqué au SRPJ de Toulouse, les enquêteurs le soupçonnent. Les policiers veulent se rendre au domicile de M. Viguier. Ce dernier accepte. Les policiers de la police scientifique sont là pour faire des premières constatations. Des traces de sang de quelques millimètres ont été relevées par la police scientifique au rez-de-chaussée, dans les escaliers et dans la salle de bain. Dans la chambre qu'occupait Suzanne, ils constatent l'absence du matelas du clic-clac sur lequel elle dormait. Jacques Viguier est à ce moment-là très agité. Le commissaire appelle la juge d'instruction et demande le placement de Jacques Viguier en garde à vue. Ainsi commence une vraie perquisition. Le sac à main de Suzanne est retrouvé dans un placard alors que son mari avait indiqué qu'elle était partie avec. Ce sac contient le trousseau de clé de Suzanne mais pas son portefeuille, qui reste introuvable. Des documents personnels (formalités pour engager un divorce) sont trouvés dans le véhicule de Suzanne, sous la roue de secours. Les enquêteurs constatent qu'elle avait rendez-vous chez un avocat le lendemain de sa disparition. Jacques Viguier déclarera plus tard qu'il aurait appris lors de sa garde à vue qu'Olivier Durandet se disait l'amant de Suzanne[15].
- 13 mars au matin : deux policiers déposent aux objets trouvés de Toulouse le portefeuille de Suzanne qu'ils déclarent avoir trouvé sur la voie publique. Aucun rapprochement n'est fait avec la disparition[13].
- 16 mars, vers midi : un chauffeur de taxi déclare qu'il aurait pris une jeune femme avec une valise au 21 de la rue où habite la famille Viguier (qui vit au numéro 19), pour la déposer à la gare. Il reviendra plus tard sur sa déclaration en disant que la jeune femme ne correspond pas au signalement de Suzanne Viguier.
- 11 mai 2000, le juge décide d'une mesure de détention provisoire.
- 15 février 2001 : Jacques Viguier est remis en liberté, après neuf mois d'incarcération.

### Parties civiles
Face à la défense, les parties civiles sont divisées :
- Claude Petit, la mère de Suzanne, est représentée par Me Laurent de Caunes. Elle est convaincue que son gendre est innocent.
- Clémence, Nicolas et Guillaume, les trois enfants du couple, assistés par Me Bérengère Froger, soutiennent de manière indéfectible leur père.
- Hélène Blanch, la sœur cadette, et Carole, la demi-sœur de Suzanne, représentées par Me Francis Szpiner et Me Guy Debuisson[16], sont convaincues de la culpabilité de leur beau-frère.

### Accusateurs
- Olivier Durandet, qui revendique le terme de « compagnon » de Suzy, bien qu'il n'ait pas vécu avec Suzanne Viguier[17],[18].
- Robert Saby, commissaire de police chargé de l'enquête[19].

## Premier procès
La date du premier procès fait l'objet d'une polémique. Une ordonnance de renvoi des audiences est rendue le 4 décembre 2008 par Jean-Louis Cousté, président de la cour d'assises de la Haute-Garonne. La demande a été présentée par la défense, en raison de l'état émotionnel de l'accusé, mais le président a estimé que les aspects d'organisation suffisaient à justifier le report.
Jacques Viguier est représenté par les avocats Henri Leclerc et Georges Catala. Francis Szpiner est l'avocat d'une des parties civiles,.

### Verdict
Le 30 avril 2009, après dix jours de débats, Jacques Viguier est acquitté.
Le 4 mai 2009, le procureur général de la cour d'appel de Toulouse interjette appel du verdict de la cour d'assises de la Haute-Garonne.

## Procès en appel
Le 2 mars 2010, le procès en appel de Jacques Viguier s'ouvre aux assises du Tarn, à Albi, sous la présidence de Jacques Richiardi, « remarquablement organisé sur le plan matériel par le procureur de la République d'Albi, Jean-Christophe Muller ».
Le procès est très médiatisé. Largement couvert par la presse, il a attiré de plus en plus de curieux et de professionnels du droit et du théâtre : « Serge Regourd, professeur de droit à l'université des sciences sociales de Toulouse, ami de Jacques Viguier, attend, anxieux. Pour le dernier jour d'un procès exceptionnel, des avocats parisiens et toulousains sont venus soutenir leurs confrères : Me Simon Cohen, Me Thierry Herzog, Me Sylvie Topaloff. L'écrivaine Yasmina Reza a fait le déplacement. »
L'avocat général, Marc Gaubert, qui avait déjà requis lors du premier procès, déclare : « Je maintiens mes réquisitions de quinze à vingt années, je n'ai pas d'éléments pour les coups et blessures involontaires ayant provoqué la mort sans intention de la donner. » Ces réquisitions interviennent dans une affaire où « il n'y a ni corps, ni preuves, ni aveux dans [le] dossier, où l'existence d'un crime n'est pas même avérée. ». Selon Stéphane Durand-Souffland (par ailleurs biographe d'Éric Dupond-Moretti) dans Le Figaro, « le réquisitoire, vendredi, est apparu comme décousu et trivial, ce qui n'est pas le pire des péchés. Mais, en refusant de trancher nettement entre le meurtre et les coups mortels, en réclamant la même peine qu'en première instance sur le fondement d'une démonstration inexistante, l'avocat général a donné l'impression de se décharger de toute responsabilité sur les jurés ». 
Jacques Viguier a pris comme avocats Jacques Lévy et Éric Dupond-Moretti. Selon ce dernier, « ce procès est devenu un concours Lépine de l’hypothèse ». Comme au premier procès, l'accusé peut compter sur le témoignage de ses enfants, convaincus de son innocence.
Le 20 mars 2010, avant que le jury se retire pour délibérer, vers 10 h 45, Jacques Viguier déclare : « Je viens de vivre dix ans d'horreur et de chemin de croix. J'espère que ces débats qui ont été longs et douloureux vous auront apporté la preuve de mon innocence. Faites que mon univers ne s'effondre pas, s'il vous plaît. Je vous supplie de rendre ma dignité d'homme pour les enfants et pour Suzy » (citation de Jacques Viguier avant les délibérés).

### Verdict
À l'issue de six heures et demie de délibérations, le verdict est : acquittement (dans un jury de 15 membres, 10 voix sont nécessaires pour condamner : au moins six jurés se sont prononcés pour l'acquittement).
Les deux avocats de Jacques Viguier déclarent :
- Me Dupond-Moretti : « Plus personne ne pourra maintenant suggérer sa culpabilité. Ce n'est pas une victoire de la défense, c'est une victoire de la justice. »[31],[26]
- Me Jacques Lévy : « Les assises du Tarn ont rendu sa dignité à Jacques Viguier »[26]. « La justice a été rendue, il aura fallu 11 ans. C'est long ! »[32]

Les avocats des parties civiles réagissent :
- Me Laurent de Caunes, avocat de la mère de Suzanne, qui n'a jamais cru à la culpabilité de son gendre : « L'intime conviction judiciaire l'emporte sur l'intime conviction policière, et c'est un grand soulagement. »[26].
- Me Francis Szpiner, avocat des sœurs de Suzanne Viguier : « La mort de Suzanne Viguier devient donc un crime inexpliqué. On ne commente pas une décision de justice qui confirme un acquittement ! »[32].

## Absence de pourvoi en cassation
Immédiatement, Jacques Viguier craint que le parquet ne se pourvoie en cassation. « Dès qu'il y a une possibilité de recours, on redoute que ce recours soit fait. ». Le procureur général près la cour d'appel de Toulouse, Patrice Davost, déclare renoncer à former un pourvoi en cassation : « Je n'envisage pas de pourvoi, la vérité judiciaire a été dite, tout a été exprimé, exposé. Les jurés ont déclaré l'intéressé non coupable après un deuxième procès, il n'y a pas de matière pour former un pourvoi en cassation. [...] L'affaire Viguier est définitivement classée. ».

## Subornation de témoin
9 mars 2010 : Olivier Durandet est interpellé à son domicile en fin de journée et entendu dans les locaux du commissariat d'Albi. Le premier accusateur de Jacques Viguier est placé en garde à vue dans la soirée « dans le cadre d'une enquête pour subornation de témoin », ainsi que la baby-sitter, Séverine Lacoste, pour « faux témoignage ». Au cours de l'audience du procès en appel, celle-ci reconnaît être allée deux jours après la disparition de Suzanne au domicile des Viguier en compagnie d'Olivier Durandet alors qu'elle a jusqu'ici toujours dit s'y être rendue « seule ». Elle précise que ce faux témoignage lui a été demandé par Olivier Durandet.
25 mars 2010 : le procureur de la République d'Albi, Jean-Christophe Muller, a choisi d'infliger un rappel à la loi, déclarant que « ce rappel à la loi n'est ni une condamnation ni un classement sans suite, mais une mesure alternative aux poursuites qui me paraît la plus adaptée ». Quant au faux témoignage attribué à Mme Lacoste, le procureur a considéré que « dans la mesure où le témoin s'est rétracté à l'audience, l'infraction n'est pas constituée et les poursuites n'existent plus lorsque la personne reconnaît sa faute ».
Cette mesure de rappel à la loi provoque des réactions, notamment de la part de Dominique Labarrière, auteur d'un livre sur l'affaire : « Le comble est que finalement les charges contre le faux témoignage sont abandonnées, et que la subornation de témoins ne fait l'objet que d'un simple rappel à la loi. ».

## Réparation
Jacques Viguier a déclaré à RTL, le 21 mars 2010 : « Une petite réparation matérielle me paraît normale. »,

## Filmographie
- Le réalisateur Jean-Xavier de Lestrade s'est inspiré de l'affaire Viguier pour son téléfilm La Disparition diffusé sur France 2 le 3 octobre 2012, le 7 mai 2014, le 2 novembre 2016, puis le 3 avril 2019 et 29 janvier 2020.
- Une intime conviction est un long métrage réalisé par Antoine Raimbault et sorti le 6 février 2019 : le film est interprété notamment par Laurent Lucas dans le rôle de Jacques Viguier, Olivier Gourmet dans le rôle d'Éric Dupond-Moretti, et Marina Foïs dans le rôle imaginaire d'une jurée du premier procès[41].

## Documentaires télévisés
- « L'affaire Viguier » en 2002 dans Autopsie d'un meurtre sur 13e rue.
- « L'affaire Viguier : l’ombre d’un doute » le 15 mai et le 17 juillet 2005 dans Secrets d'actualité sur M6.
- « L'Affaire Viguier » le 30 septembre et 3 octobre 2009 et « L'Affaire Viguier, suite » le 2 février 2012 dans Coupable, Non Coupable sur M6.
- « Affaire Viguier : Le mari, la femme et l'amant » le 7 octobre 2009 dans 90' faits divers sur TMC.
- « Affaire Viguier : dans l'intimité de l'accusé » en juin 2010 dans Spécial investigation sur Canal+.
- « La disparition de Suzanne Viguier » le 9 janvier 2011 dans Faites entrer l'accusé sur France 2.
- « Les faits Karl Zéro: L'énigme Suzanne Viguier » le 30 mars 2012 sur 13ème rue, le 2 janvier 2015 sur RMC Découverte (documentaire de 2010).
- « L'affaire Suzanne Viguier : l'inexplicable absence » le 3 mai 2015 dans Non élucidé sur France 2.
- « Affaire Suzanne Viguier » dans Au bout de l'enquête, la fin du crime parfait ? le 18 novembre 2023 sur France 2.